# Kovács Eszter (operaénekes)
Kovács Eszter (Tiszanána, 1939. május 18. –) magyar opera-énekesnő (szoprán).  Wagner-szerepekben vált világhírűvé.

## Élete
Énektanulmányait 1960–1965 között a Zeneakadémián végezte Maleczky Oszkár, dr. Sipos Jenő és Závodszky Zoltán növendékeként. Még hallgatóként debütált az Operaházban 1963. november 8-án a Figaro lakodalma második leányaként. Az Operaházban 1968-ig ösztöndíjasként, majd 1980-ig magánénekesként működött. Pályafutását kisebb szerepekkel kezdte, majd hamarosan a társulat vezető drámai szopránja lett. Több német színháztól kapott meghívást Wagner-hősnők szerepeire. 1980-től főleg külföldi operaházak vendégeként lépett fel.

## Főbb szerepei
- Sieglinde (Wagner: A walkür);
- Brünnhilde (Wagner: Siegfried);
- Jenůfa (Janáček: Jenůfa);
- Santuzza (Mascagni: Parasztbecsület).

## Díjai, elismerései
- Liszt Ferenc-díj (1973)